# Ouwo Moussa Maazou
Ouwo Moussa Maazou (ur. 25 sierpnia 1988 w Niamey) – piłkarz nigerski grający na pozycji napastnika.

## Kariera klubowa
Karierę piłkarską Maazou rozpoczął w klubie Sahel SC ze stolicy kraju Niamey. W 2002 roku zadebiutował pierwszej lidze nigerskiej. W sezonie 2002/2003 wywalczył mistrzostwo Nigru. W sezonie 2003/2004 grał w togijskim AS Douanes Lomé. W latach 2004–2007 grał w rodzimymm AS FAN.
W styczniu 2008 roku Maazou podpisał kontrakt z belgijskim KSC Lokeren. 15 marca 2008 zadebiutował w Eerste Klasse w wygranym 1:0 domowym meczu z FCV Dender EH. W sezonie 2007/2008 zdobył jednego gola w 8 rozegranych meczach. W sezonie 2008/2009 był podstawowym zawodnikiem Lokeren i zdobył 14 goli do marca 2009 roku będąc najskuteczniejszym zawodnikiem swojego zespołu.
3 stycznia 2009 Maazou został kupiony za 4,8 miliona euro przez rosyjskie CSKA Moskwa, ale został z powrotem wypożyczony do Lokeren. Po wyjściu CSKA z grupy Pucharu UEFA powrócił do Moskwy i od 12 marca jest piłkarzem CSKA. 12 kwietnia 2009 zadebiutował w rosyjskiej Premier Lidze w wygranych 4:1 derbach Moskwy z Lokomotiwem. W debiucie zdobył gola.
W 2010 roku Maazou został wypożyczony do AS Monaco. W Ligue 1 zadebiutował 20 stycznia 2010 w wygranym 1:0 wyjazdowym meczu z Paris Saint-Germain. W Monaco rozegrał 18 meczów i strzelił 5 goli. Latem 2010 ponownie trafił na wypożyczenie do francuskiego klubu, tym razem do Girondins Bordeaux, w którym po raz pierwszy wystąpił 29 sierpnia w meczu z Olympique Marsylia (1:1).
| Sezon   | Klub                     | Kraj       | Rozgrywki            | Mecze | Bramki |
| ------- | ------------------------ | ---------- | -------------------- | ----- | ------ |
| 2003/04 | Sahel SC                 | Niger      | I liga               | ?     | ?      |
| 2004/05 | AS Douanes Lomé          | Togo       | Première Division    | ?     | ?      |
| 2004/05 | AS FAN                   | Niger      | I liga               | 30    | 17     |
| 2005/06 | AS FAN                   | Niger      | I liga               | 34    | 20     |
| 2006/07 | AS FAN                   | Niger      | I liga               | 15    | 11     |
| 2007/08 | KSC Lokeren              | Belgia     | Eerste Klasse        | 8     | 1      |
| 2008/09 | KSC Lokeren              | Belgia     | Eerste Klasse        | 23    | 14     |
| 2009    | CSKA Moskwa              | Rosja      | Priemjer-Liga        | 15    | 3      |
| 2009/10 | AS Monaco                | Francja    | Ligue 1              | 18    | 5      |
| 2010/11 | Girondins Bordeaux       | Francja    | Ligue 1              | 15    | 1      |
| 2010/11 | AS Monaco                | Francja    | Ligue 1              | 1     | 0      |
| 2011/12 | SV Zulte Waregem         | Belgia     | Jupiler League       | 4     | 0      |
| 2011/12 | Le Mans FC               | Francja    | Ligue 1              | 15    | 2      |
| 2011/12 | Étoile Sportive du Sahel | Tunezja    | CLP-1                | 2     | 0      |
| 2012/13 | Étoile Sportive du Sahel | Tunezja    | CLP-1                | 10    | 3      |
| 2013/14 | Vitória SC               | Portugalia | Primeira Liga        | 25    | 4      |
| 2014/15 | CS Marítimo              | Portugalia | Primeira Liga        | 18    | 9      |
| 2015    | Changchun Yatai          | Chiny      | Chinese Super League | 26    | 6      |
| 2016/17 | Randers FC               | Dania      | Superligaen          |       |        |

## Kariera reprezentacyjna
W reprezentacji Nigru Maazou zadebiutował 31 maja 2008 roku w przegranym 0:1 spotkaniu eliminacji do Mistrzostw Świata w RPA z Ugandą. Został powołany na Puchar Narodów Afryki 2012 w Gwinei Równikowej i Gabonie. Zagrał tam we wszystkich trzech spotkaniach, lecz nie zdobył ani jednego gola. Jego reprezentacja zakwalifikowała się na Puchar Narodów Afryki 2013. Wziął też udział w afrykańskich eliminacjach do Mistrzostw Świata 2018 w Rosji. Podczas wygranego przez jego drużynę 6:2 dwumeczu z Somalią Mazoou zdobył cztery bramki. Dzięki temu zwycięstwu nigeryjscy piłkarze dostali się do drugiej rundy turnieju, gdzie ulegli jednak Kamerunowi w kolejnym dwumeczu - tutaj Maazou nie zdobył ani jednej bramki, zaś cały dwumecz zakończył się porażką jego reprezentacji 0:3.